# Smederevo
Smederevo je grad u sjeveroistočnom dijelu Srbije i sjedište istoimene općine. To je jedan od najrazvijenijih gradova u regiji zahvaljujući željezari i koji ima 77.808 stanovnika u širem području grada po popisu iz 2002. godine.

## Znamenitosti
Tvrđava iz 15. stoljeća jedna od najvećih srednjovjekovnih utvrda u Europi (ima oblik trokuta sa svih strana okruženog vodom), u početku je imala 24 kule od kojih su neke visoke i po 50 metara., Beli dvor dinastije Obrenović s kraja 19. stoljeća kao i hram Sv. Đorđa u samom središtu grada. U gradu postoje još tri pravoslavne crkve (hram Sv. Luke, Blagovestenska crkva i crkva Jasenak), kao i jedna rimokatolička crkva - Crkva rođenja Svetog Ivana Krstitelja.

## Povijest
Turci su krenuli u pohod na Smederevo i osvojili ga 20. lipnja. Papa Pio II. u pismu iz 24. srpnja 1459. navodi da predaja toga grada nije ništa manji gubitak od onoga kad je Carigrad izgubljen.

## Stanovništvo
Općina Smederevo prema posljednjem službenom popisu iz 2002. godine ima 109.809 stanovnika, a od toga Srbi čine većinu. Slijede Romi, Makedonci, Crnogorci, Hrvati, Mađari, Rumunji i dr. Općina Smederevo poznata je kao multietnička sredina, s obzirom na to da u njoj živi 28 različitih nacionalnih zajednica.
Općina Smederevo (2002) po etničkom sustavu
Ukupno 109.809
- Srbi     104,222 (94,91 %)
- Romi        1801  (1,64 %)
- Crnogorci    533  (0,49 %)
- Makedonci    354  (0,32 %)
- Jugoslaveni 296  (0,27 %)
- Hrvati       198  (0,18 %)
- Mađari       144  (0,13 %)
- Ostali        2.261  (2,06 %)

## Poznate osobe
- Dimitrije Ljotić, srpski fašistički političar
- Branislav Nušić, srpski književnik

### Članci
- Vukšić, Tomo. 2003. Papa Pio II. (1458.-1464.) i kralj Tomaš (1443.-1461.). Vrhbosnensia. Univerzitet u Sarajevu – Katolički bogoslovni fakultet. Sarajevo. 7 (2): 371–407